# Fotboll vid olympiska sommarspelen 1936

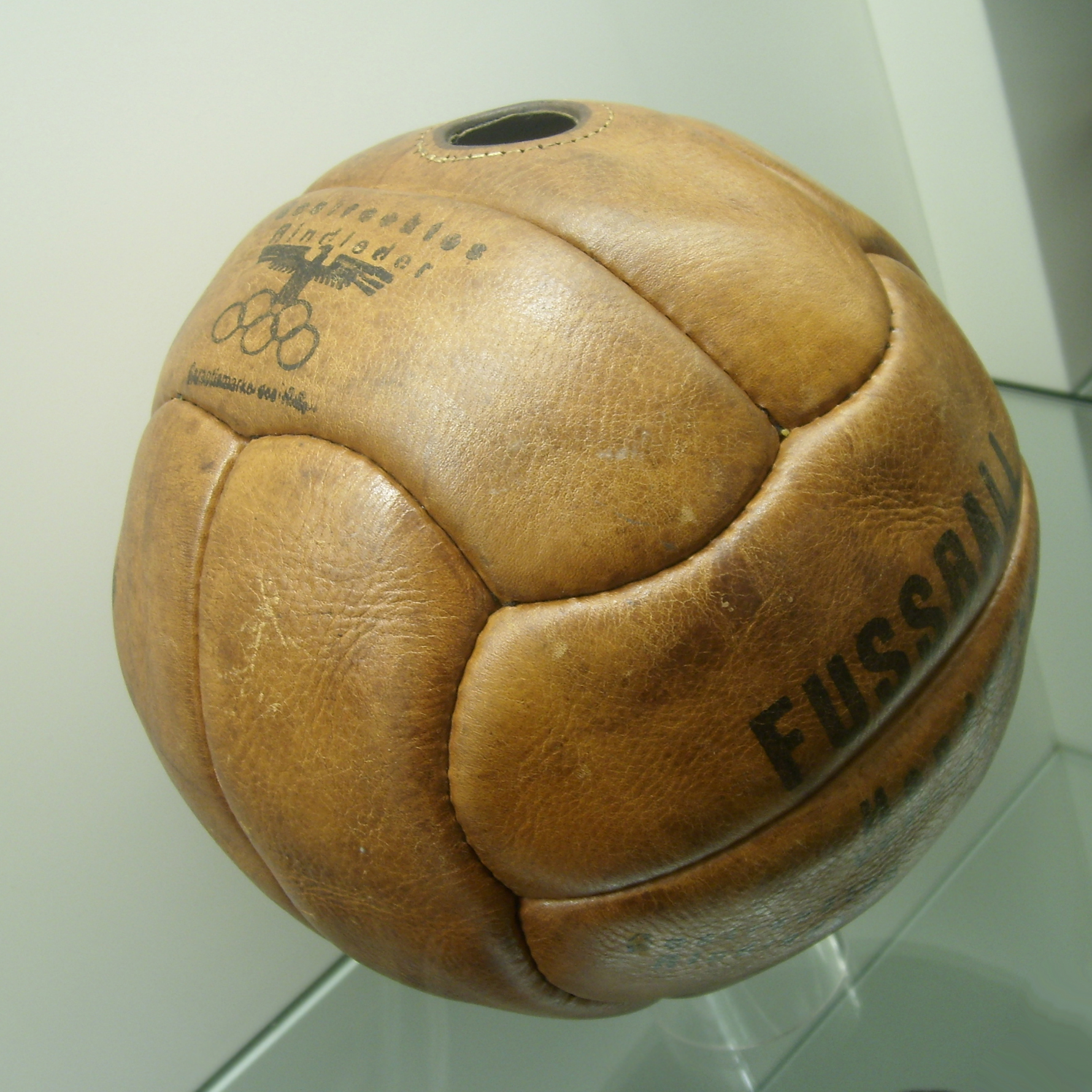
En av matchbollarna från turneringen på utställning vid Tyska lädermuseet.

Fotboll vid olympiska sommarspelen 1936 i Berlin vanns av Italien, och laget har kommit att förknippas med fasciststyret.
1930 hade första VM sparkat igång och bland annat varit en orsak till fotbollssportens frånvaro från 1932 års olympiska program, vilket devalverat turneringens värde. I den olympiska turneringen var det amatörismen eller statsunderstödda proffs, som stöddes.
Tyskland hade varit med och sett till att fotbollen återinfördes på det olympiska programmet. Tyskland var också en av favoriterna till turneringssegern, då man bara förlorat en hemmamatch de senaste tre åren. Även om tyskarna blev utslagna tidigare i turneringen, kom publiken till senare matcher. Finalen och bronsmatchen sågs av totalt 180 000 personer.

## Bakgrund
Italiens lag, som vunnit VM 1934 och tränades av Vittorio Pozzo, var favoriter.

## Laguppställningar
Huvudartikel: Spelartrupper i fotboll vid olympiska sommarspelen 1936

## Medaljörer
| Gren   | Guld | Silver | Brons |
| Herrar | Italien Giuseppe Baldo Sergio Bertoni Carlo Biagi Giulio Cappelli Alfredo Foni Annibale Frossi Francesco Gabriotti Ugo Locatelli Libero Marchini Alfonso Negro Achille Piccini Pietro Rava Luigi Scarabello Bruno Venturini | Österrike Franz Fuchsberger Max Hofmeister Eduard Kainberger Karl Kainberger Martin Kargl Josef Kitzmüller Anton Krenn Ernst Künz Adolf Laudon Franz Mandl Klement Steinmetz Karl Wahlmüller Walter Werginz | Norge Arne Brustad Nils Eriksen Odd Frantzen Sverre Hansen Rolf Holmberg Øivind Holmsen Fredrik Horn Magnar Isaksen Henry Johansen Jørgen Juve Reidar Kvammen Alf Martinsen Magdalon Monsen Frithjof Ulleberg |

## Turneringen
Turneringen började under dramatiska omständigheter. Italienarna, som utklassat USA med 7–1 i VM 1934, hade tio förändringar i spelartruppen. Dock bestod Italiens lag av flera talanger; Alfredo Foni, Pietro Rava och Ugo Locatelli kom alla att spela VM 1938 i Frankrike. 
Italien vann då Frossi gjorde mål och Weingartner, den tyska domaren, var så gott som pressad att inte visa ut Achille Piccini efter att denne spelat ojust mot två av USA:s spelare. De italienska spelarna höll fast domaren i båda hans armar och höll för munnen på honom i protest. Achille Piccini stannade på plan.  
Sverige tog ledningem med 2–0 mot Japan efter 45 minuter spel, men Japan vände och vann med 3–2 i en match där den svenska radiokommentatorn Sven Jerrings, "Japaner, japaner" blev berömd. Det var första gången ett asiatiskt lag deltog i en större internationell fotbollsturnering. Japans granne Republiken Kina, åkte på stryk med 0–2 mot Storbritannien kommande dag. Peru vann och Tyskland slog Luxemburg med 9–0.

### Slutspelsträd
|  | Omgång 1                | Omgång 1                |                          |   | Kvartsfinaler | Kvartsfinaler |                          |                          | Semifinaler | Semifinaler |  |  | Final | Final |
|  |                         |                         |                          |   |               |               |                          |                          |             |             |  |  |       |       |
|  | 3 augusti 1936 - Berlin |                         |                          |   |               |               |                          |                          |             |             |  |  |       |       |
|  |                         |                         |                          |   |               |               |                          |                          |             |             |  |  |       |       |
|  | Italien                 | 1                       |                          |   |               |               |                          |                          |             |             |  |  |       |       |
|  | Italien                 | 1                       | 7 augusti 1936 - Berlin  |   |               |               |                          |                          |             |             |  |  |       |       |
|  | USA                     | 0                       |                          |   |               |               |                          |                          |             |             |  |  |       |       |
|  | USA                     | 0                       | Italien                  | 8 |               |               |                          |                          |             |             |  |  |       |       |
|  | 4 augusti 1936 - Berlin |                         | Italien                  | 8 |               |               |                          |                          |             |             |  |  |       |       |
|  |                         | Japan                   | 0                        |   |               |               |                          |                          |             |             |  |  |       |       |
|  | Japan                   | Japan                   | 0                        | 3 |               |               |                          |                          |             |             |  |  |       |       |
|  | Japan                   |                         | 10 augusti 1936 - Berlin | 3 |               |               |                          |                          |             |             |  |  |       |       |
|  | Sverige                 | 2                       |                          |   |               |               |                          |                          |             |             |  |  |       |       |
|  | Sverige                 | 2                       | Italien (e.f.)           | 2 |               |               |                          |                          |             |             |  |  |       |       |
|  | 3 augusti 1936 - Berlin |                         | Italien (e.f.)           | 2 |               |               |                          |                          |             |             |  |  |       |       |
|  |                         | Norge                   | 1                        |   |               |               |                          |                          |             |             |  |  |       |       |
|  | Norge                   | Norge                   | 1                        | 4 |               |               |                          |                          |             |             |  |  |       |       |
|  | Norge                   | 7 augusti 1936 - Berlin |                          | 4 |               |               |                          |                          |             |             |  |  |       |       |
|  | Turkiet                 | 0                       |                          |   |               |               |                          |                          |             |             |  |  |       |       |
|  | Turkiet                 | 0                       | Norge                    | 2 |               |               |                          |                          |             |             |  |  |       |       |
|  | 4 augusti 1936 - Berlin |                         | Norge                    | 2 |               |               |                          |                          |             |             |  |  |       |       |
|  |                         | Tyskland                | 0                        |   |               |               |                          |                          |             |             |  |  |       |       |
|  | Tyskland                | Tyskland                | 0                        | 9 |               |               |                          |                          |             |             |  |  |       |       |
|  | Tyskland                |                         | 15 augusti 1936 - Berlin | 9 |               |               |                          |                          |             |             |  |  |       |       |
|  | Luxemburg               | 0                       |                          |   |               |               |                          |                          |             |             |  |  |       |       |
|  | Luxemburg               | 0                       | Italien (e.f.)           | 2 |               |               |                          |                          |             |             |  |  |       |       |
|  | 5 augusti 1936 - Berlin |                         | Italien (e.f.)           | 2 |               |               |                          |                          |             |             |  |  |       |       |
|  |                         | Österrike               | 1                        |   |               |               |                          |                          |             |             |  |  |       |       |
|  | Österrike               | Österrike               | 1                        | 3 |               |               |                          |                          |             |             |  |  |       |       |
|  | Österrike               | 8 augusti 1936 - Berlin |                          | 3 |               |               |                          |                          |             |             |  |  |       |       |
|  | Egypten                 | 1                       |                          |   |               |               |                          |                          |             |             |  |  |       |       |
|  | Egypten                 | 1                       | Österrike                | 2 |               |               |                          |                          |             |             |  |  |       |       |
|  | 6 augusti 1936 - Berlin |                         | Österrike                | 2 |               |               |                          |                          |             |             |  |  |       |       |
|  |                         | Peru (e.f.)             | 4                        |   |               |               |                          |                          |             |             |  |  |       |       |
|  | Peru                    | Peru (e.f.)             | 4                        | 7 |               |               |                          |                          |             |             |  |  |       |       |
|  | Peru                    |                         | 11 augusti 1936 - Berlin | 7 |               |               |                          |                          |             |             |  |  |       |       |
|  | Finland                 | 3                       |                          |   |               |               |                          |                          |             |             |  |  |       |       |
|  | Finland                 | 3                       | Österrike                | 3 |               |               |                          |                          |             |             |  |  |       |       |
|  | 5 augusti 1936 - Berlin |                         | Österrike                | 3 |               |               |                          |                          |             |             |  |  |       |       |
|  |                         | Polen                   | 1                        |   | Bronsmatch    | Bronsmatch    |                          |                          |             |             |  |  |       |       |
|  | Polen                   | Polen                   | 1                        | 3 | Bronsmatch    | Bronsmatch    |                          |                          |             |             |  |  |       |       |
|  | Polen                   | 8 augusti 1936 - Berlin | 8 augusti 1936 - Berlin  | 3 |               |               | 13 augusti 1936 - Berlin | 13 augusti 1936 - Berlin |             |             |  |  |       |       |
|  | Ungern                  | 8 augusti 1936 - Berlin | 8 augusti 1936 - Berlin  | 0 |               |               | 13 augusti 1936 - Berlin | 13 augusti 1936 - Berlin |             |             |  |  |       |       |
|  | Ungern                  | Polen                   | 5                        | 0 | Norge         | 3             |                          |                          |             |             |  |  |       |       |
|  | 6 augusti 1936 - Berlin | Polen                   | 5                        |   | Norge         | 3             |                          |                          |             |             |  |  |       |       |
|  |                         | Storbritannien          | 4                        |   | Polen         | 2             |                          |                          |             |             |  |  |       |       |
|  | Storbritannien          | Storbritannien          | 4                        | 2 | Polen         | 2             |                          |                          |             |             |  |  |       |       |
|  | Storbritannien          |                         |                          | 2 |               |               |                          |                          |             |             |  |  |       |       |
|  | Kina                    | 0                       |                          |   |               |               |                          |                          |             |             |  |  |       |       |
|  | Kina                    | 0                       |                          |   |               |               |                          |                          |             |             |  |  |       |       |

### Första omgången
| 2         | 3 augusti 1936 | Italien             | 1 – 0           | USA | Poststadion                                              |                                                          |
| 17:30 UTC | 17:30 UTC      | Annibale Frossi 58′ | (0 – 0) Rapport |     | Berlin Publik: 9 000 Domare: Carl Weingartner (Tyskland) | Berlin Publik: 9 000 Domare: Carl Weingartner (Tyskland) |
| 17:30 UTC | 17:30 UTC      |                     |                 |     | Berlin Publik: 9 000 Domare: Carl Weingartner (Tyskland) | Berlin Publik: 9 000 Domare: Carl Weingartner (Tyskland) |
| 17:30 UTC | 17:30 UTC      |                     |                 |     | Berlin Publik: 9 000 Domare: Carl Weingartner (Tyskland) | Berlin Publik: 9 000 Domare: Carl Weingartner (Tyskland) |

| 1         | 3 augusti 1936 | Turkiet | 0 – 4           | Norge                                                      | Mommsenstadion                                         |                                                        |
| 17:30 UTC | 17:30 UTC      |         | (0 – 1) Rapport | 30′, 70′ Alf Martinsen 53′ Arne Brustad 80′ Reidar Kvammen | Berlin Publik: 8 000 Domare: Giuseppe Scarpi (Italien) | Berlin Publik: 8 000 Domare: Giuseppe Scarpi (Italien) |
| 17:30 UTC | 17:30 UTC      |         |                 |                                                            | Berlin Publik: 8 000 Domare: Giuseppe Scarpi (Italien) | Berlin Publik: 8 000 Domare: Giuseppe Scarpi (Italien) |
| 17:30 UTC | 17:30 UTC      |         |                 |                                                            | Berlin Publik: 8 000 Domare: Giuseppe Scarpi (Italien) | Berlin Publik: 8 000 Domare: Giuseppe Scarpi (Italien) |

| 4         | 4 augusti 1936 | Japan                                                | 3 – 2           | Sverige               | Hertha-BSC-Platz                                       |                                                        |
| 17:30 UTC | 17:30 UTC      | Shogo Kamo 49′ Tokutaro Ukon 62′ Akira Matsunaga 85′ | (0 – 2) Rapport | 24′, 37′ Erik Persson | Berlin Publik: 5 000 Domare: Wilhelm Peters (Tyskland) | Berlin Publik: 5 000 Domare: Wilhelm Peters (Tyskland) |
| 17:30 UTC | 17:30 UTC      |                                                      |                 |                       | Berlin Publik: 5 000 Domare: Wilhelm Peters (Tyskland) | Berlin Publik: 5 000 Domare: Wilhelm Peters (Tyskland) |
| 17:30 UTC | 17:30 UTC      |                                                      |                 |                       | Berlin Publik: 5 000 Domare: Wilhelm Peters (Tyskland) | Berlin Publik: 5 000 Domare: Wilhelm Peters (Tyskland) |

| 3         | 4 augusti 1936 | Tyskland                                                                                            | 9 – 0           | Luxemburg | Poststadion                                            |                                                        |
| 17:30 UTC | 17:30 UTC      | Adolf Urban 16′, 54′, 75′ Wilhelm Simetsreiter 32′, 48′, 74′ Jupp Gauchel 49′, 89′ Franz Elbern 76′ | (2 – 0) Rapport |           | Berlin Publik: 12 000 Domare: Pál von Hertzka (Ungern) | Berlin Publik: 12 000 Domare: Pál von Hertzka (Ungern) |
| 17:30 UTC | 17:30 UTC      | |                 |           | Berlin Publik: 12 000 Domare: Pál von Hertzka (Ungern) | Berlin Publik: 12 000 Domare: Pál von Hertzka (Ungern) |
| 17:30 UTC | 17:30 UTC      | |                 |           | Berlin Publik: 12 000 Domare: Pál von Hertzka (Ungern) | Berlin Publik: 12 000 Domare: Pál von Hertzka (Ungern) |

| 6         | 5 augusti 1936 | Polen                                 | 3 – 0           | Ungern | Poststadion                                              |                                                          |
| 17:30 UTC | 17:30 UTC      | Hubert Gad 12′, 27′ Gerard Wodarz 88′ | (2 – 0) Rapport |        | Berlin Publik: 5 000 Domare: Raffaele Scorzoni (Italien) | Berlin Publik: 5 000 Domare: Raffaele Scorzoni (Italien) |
| 17:30 UTC | 17:30 UTC      |                                       |                 |        | Berlin Publik: 5 000 Domare: Raffaele Scorzoni (Italien) | Berlin Publik: 5 000 Domare: Raffaele Scorzoni (Italien) |
| 17:30 UTC | 17:30 UTC      |                                       |                 |        | Berlin Publik: 5 000 Domare: Raffaele Scorzoni (Italien) | Berlin Publik: 5 000 Domare: Raffaele Scorzoni (Italien) |

| 5         | 5 augusti 1936 | Österrike                         | 3 – 1           | Egypten              | Mommsenstadion                                                             |                                                                            |
| 17:30 UTC | 17:30 UTC      | Steinmetz 4′, 65′ Adolf Laudon 7′ | (2 – 1) Rapport | 85′ Abdel Karim Sakr | Berlin Publik: 6 000 Domare: Arthur James Jewell (England, Storbritannien) | Berlin Publik: 6 000 Domare: Arthur James Jewell (England, Storbritannien) |
| 17:30 UTC | 17:30 UTC      |                                   |                 |                      | Berlin Publik: 6 000 Domare: Arthur James Jewell (England, Storbritannien) | Berlin Publik: 6 000 Domare: Arthur James Jewell (England, Storbritannien) |
| 17:30 UTC | 17:30 UTC      |                                   |                 |                      | Berlin Publik: 6 000 Domare: Arthur James Jewell (England, Storbritannien) | Berlin Publik: 6 000 Domare: Arthur James Jewell (England, Storbritannien) |

| 8         | 6 augusti 1936 | Peru                                                                    | 7 – 3           | Finland                                                        | Hertha-BSC-Platz                                          |                                                           |
| 17:30 UTC | 17:30 UTC      | Teodoro Fernández 17′, 33′, 47′, 49′, 70′ Alejandro Villanueva 21′, 67′ | (3 – 1) Rapport | 42′ (str.) William Kanerva 75′ Ernst Grönlund 80′ Pentti Larvo | Berlin Publik: 2 500 Domare: Rinaldo Barlassina (Italien) | Berlin Publik: 2 500 Domare: Rinaldo Barlassina (Italien) |
| 17:30 UTC | 17:30 UTC      |                                                                         |                 |                                                                | Berlin Publik: 2 500 Domare: Rinaldo Barlassina (Italien) | Berlin Publik: 2 500 Domare: Rinaldo Barlassina (Italien) |
| 17:30 UTC | 17:30 UTC      |                                                                         |                 |                                                                | Berlin Publik: 2 500 Domare: Rinaldo Barlassina (Italien) | Berlin Publik: 2 500 Domare: Rinaldo Barlassina (Italien) |

| 7         | 6 augusti 1936 | Storbritannien                  | 2 – 0           | Kina | Mommsenstadion                                      |                                                     |
| 17:30 UTC | 17:30 UTC      | John Doods 55′ Lester Finch 65′ | (0 – 0) Rapport |      | Berlin Publik: 8 000 Domare: Helmut Fink (Tyskland) | Berlin Publik: 8 000 Domare: Helmut Fink (Tyskland) |
| 17:30 UTC | 17:30 UTC      |                                 |                 |      | Berlin Publik: 8 000 Domare: Helmut Fink (Tyskland) | Berlin Publik: 8 000 Domare: Helmut Fink (Tyskland) |
| 17:30 UTC | 17:30 UTC      |                                 |                 |      | Berlin Publik: 8 000 Domare: Helmut Fink (Tyskland) | Berlin Publik: 8 000 Domare: Helmut Fink (Tyskland) |

### Kvartsfinaler
Italien gjorde en förändring i laget inför matchen mot Japan och vann med 8–0 efter att ha fått kämpa hårt mot USA.  Pozzos beslut att få med Biagi gav resultat, då Baigi gjorde fyra mål. 
Samma dag på Poststadion i Berlin satt personer som Joseph Goebbels, Hermann Göring, Rudolf Hess och Adolf Hitler på läktarna och såg Tyskland förlora med 0–2 mot Norge.  Joseph Goebbels skrev: 'Ledaren [Adolf Hitler] är väldigt upphetsad, jag kan knappast behärska mig själv. Ett riktigt nervbad.' Det var dock ingen större överraskning för andra än nazismens förgrundsfigurer. Norge fortsatte med fotbollsframgångar under resten av 1930-talet, bland annat blev det oavgjort och förlängning innan Italien kunde vinna i VM 1938. Adolf Hitler hade först tänkt att se roddtävlingarna, och lämnade fotbollen tidigt. 
Kommande dag på Hertha Platz, spelade Österrike och Peru en match som ledde till stort politiskt bråk. Matchen gick till förlängning då Peru hämtat upp ett två måls underläge. Peru gjorde fem mål i förlängningen, men tre av dem underkändes av domaren och Peru vann med 4–2. Österrikarna krävde omspel då peruanerna stormat planen, och då planen inte levt upp till standardkraven. Österrike menade också att de peruanska spelarna misshandlat de österrikiska spelarna och att åskådare, av vilka en bar en revolver, "Rusat in på planen." Peru blev informerade och kallade till ett möte för att diskutera ärendet och försökte ta sig till sammanträdet men försenades av en tysk parad. Eftersom inga peruanska representanter infann sig beslutade den internationella olympiska kommittén och Fifa att ställa sig på Österrikes sida. Omspelsmatchen var först planerad att spelas den 10 augusti 1936, och sedan den 11 augusti 1936. 
Eftersom Perus lag inte infann sig till matchen dömdes den som seger för Österrike på "walk over".
Peru protesterade och menade att man diskriminerats, och tillsammans med Colombia lämnade Peru spelen. Argentina, Chile, Uruguay och Mexick uttryckte sitt stöd för Peru. Michael Dasso, medlem av Perus olympiska kommitté, sa: "Vi har inget förtroende för europeisk idrott. Vi har kommit hit och hittar en grupp månglare. ". I Peru protesterade ilskna folkmassor mot beslutet genom att skända den olympiska flaggan, kasta sten mot Tysklands konsulat, vägra lasta tyska båtar i Callaos hamn, och lyssnade till tal av Perus dåvarande president Oscar Benavides Larrea som nämnde "det listiga Berlinbeslutet." Fortfarande vet ingen exakt vad som hände i Tyskland, men en populärt teori var att de styrande i Tyskland var inblandade.
Övriga kvartsfinalerbjöd alla på spänning; Polen, med anfallaren Hubert Gad, slog Storbritannien med 5–4 efter att ha tagit ledningen med 5–1.  Casuals FC:s Bernard Joy gjorde två mål för Storbritannien, men matchtiden löpte ut. Före spelen fick Daniel Pettit ett brev från Football Association om vilken utrustning han skulle ha. Som han förklarade för akademikern Rachel Cutler fanns ett handskrivet PS som sade: 'Då en månad återstår innan vi ger oss av till Berlin, vänligen utför några övningar'. Daniel Pettit sprang runt i den lokala parken.  

| 9         | 7 augusti 1936 | Italien                                                                          | 8 – 0           | Japan | Mommsenstadion                                      |                                                     |
| 17:30 UTC | 17:30 UTC      | Annibale Frossi 14′, 75′, 80′ Carlo Biagi 32′, 57′, 81′, 82′ Giulio Cappelli 89′ | (2 – 0) Rapport |       | Berlin Publik: 8 000 Domare: Otto Ohlsson (Sverige) | Berlin Publik: 8 000 Domare: Otto Ohlsson (Sverige) |
| 17:30 UTC | 17:30 UTC      |                                                                                  |                 |       | Berlin Publik: 8 000 Domare: Otto Ohlsson (Sverige) | Berlin Publik: 8 000 Domare: Otto Ohlsson (Sverige) |
| 17:30 UTC | 17:30 UTC      |                                                                                  |                 |       | Berlin Publik: 8 000 Domare: Otto Ohlsson (Sverige) | Berlin Publik: 8 000 Domare: Otto Ohlsson (Sverige) |

| 10       | 7 augusti 1936 | Tyskland | 0 – 2           | Norge                  | Poststadion                                                           |                                                                       |
| 7:30 UTC | 7:30 UTC       |          | (0 – 1) Rapport | 7′, 83′ Magnar Isaksen | Berlin Publik: 55 000 Domare: Arthur Barton (England, Storbritannien) | Berlin Publik: 55 000 Domare: Arthur Barton (England, Storbritannien) |
| 7:30 UTC | 7:30 UTC       |          |                 |                        | Berlin Publik: 55 000 Domare: Arthur Barton (England, Storbritannien) | Berlin Publik: 55 000 Domare: Arthur Barton (England, Storbritannien) |
| 7:30 UTC | 7:30 UTC       |          |                 |                        | Berlin Publik: 55 000 Domare: Arthur Barton (England, Storbritannien) | Berlin Publik: 55 000 Domare: Arthur Barton (England, Storbritannien) |

| 12        | 8 augusti 1936 | Polen                                                       | 5 – 4           | Storbritannien                                             | Poststadion                                         |                                                     |
| 17:30 UTC | 17:30 UTC      | Hubert Gad 33′ Gerard Wodarz 43′, 48′, 53′ Ryszard Piec 56′ | (2 – 1) Rapport | 26′ Bertram Clemens 71′ Edgar Shearer 78′, 80′ Bernard Joy | Berlin Publik: 6 000 Domare: Rudolf Eklow (Sverige) | Berlin Publik: 6 000 Domare: Rudolf Eklow (Sverige) |
| 17:30 UTC | 17:30 UTC      |                                                             |                 |                                                            | Berlin Publik: 6 000 Domare: Rudolf Eklow (Sverige) | Berlin Publik: 6 000 Domare: Rudolf Eklow (Sverige) |
| 17:30 UTC | 17:30 UTC      |                                                             |                 |                                                            | Berlin Publik: 6 000 Domare: Rudolf Eklow (Sverige) | Berlin Publik: 6 000 Domare: Rudolf Eklow (Sverige) |

| 11        | 8 augusti 1936 | Peru                                                                   | 0000 4 – 2 (e.fl.) | Österrike                                | Hertha-BSC Platz                                         |                                                          |
| 17:30 UTC | 17:30 UTC      | Jorge Alcade 75′ Alejandro Villanueva 81′, 117′ Teodoro Fernández 119′ | (0 – 2) Rapport    | 23′ Walter Werginz 37′ Klement Steinmetz | Berlin Publik: 5 000 Domare: Thoralf Kristiansen (Norge) | Berlin Publik: 5 000 Domare: Thoralf Kristiansen (Norge) |
| 17:30 UTC | 17:30 UTC      |                                                                        |                    |                                          | Berlin Publik: 5 000 Domare: Thoralf Kristiansen (Norge) | Berlin Publik: 5 000 Domare: Thoralf Kristiansen (Norge) |
| 17:30 UTC | 17:30 UTC      |                                                                        |                    |                                          | Berlin Publik: 5 000 Domare: Thoralf Kristiansen (Norge) | Berlin Publik: 5 000 Domare: Thoralf Kristiansen (Norge) |

Fifa beslutade om omspel.
|           | 10 augusti 1936 | Peru | Spelades ej | Österrike | Poststadion, Berlin |  |
| 17:30 UTC |                 |      |             |           |                     |  |
|           |                 |      |             |           |                     |  |
|           |                 |      |             |           |                     |  |

Österrike tilläts spela vidare utan omspelsmatch, då det peruanska laget inte dök upp.

### Semifinaler
| 13        | 10 augusti 1936 | Italien                               | 0000 2 – 1 (e.fl.) | Norge            | Olympiastadion                                         |                                                        |
| 17:00 UTC | 17:00 UTC       | Alfonso Negro 15′ Annibale Frossi 96′ | (1 – 1) Rapport    | 58′ Arne Brustad | Berlin Publik: 95 000 Domare: Pál von Hertzka (Ungern) | Berlin Publik: 95 000 Domare: Pál von Hertzka (Ungern) |
| 17:00 UTC | 17:00 UTC       |                                       |                    |                  | Berlin Publik: 95 000 Domare: Pál von Hertzka (Ungern) | Berlin Publik: 95 000 Domare: Pál von Hertzka (Ungern) |
| 17:00 UTC | 17:00 UTC       |                                       |                    |                  | Berlin Publik: 95 000 Domare: Pál von Hertzka (Ungern) | Berlin Publik: 95 000 Domare: Pál von Hertzka (Ungern) |

| 14        | 11 augusti 1936 | Polen          | 1 – 3           | Österrike                                            | Olympiastadion                                                        |                                                                       |
| 17:00 UTC | 17:00 UTC       | Hubert Gad 73′ | (0 – 1) Rapport | 14′ Karl Kainberger 55′ Adolf Laudon 88′ Franz Mandl | Berlin Publik: 82 000 Domare: Arthur Barton (England, Storbritannien) | Berlin Publik: 82 000 Domare: Arthur Barton (England, Storbritannien) |
| 17:00 UTC | 17:00 UTC       |                |                 |                                                      | Berlin Publik: 82 000 Domare: Arthur Barton (England, Storbritannien) | Berlin Publik: 82 000 Domare: Arthur Barton (England, Storbritannien) |
| 17:00 UTC | 17:00 UTC       |                |                 |                                                      | Berlin Publik: 82 000 Domare: Arthur Barton (England, Storbritannien) | Berlin Publik: 82 000 Domare: Arthur Barton (England, Storbritannien) |

### Match om tredje pris
| 15        | 13 augusti 1936 | Norge                      | 3 – 2           | Polen                                      | Olympiastadion                                         |                                                        |
| 16:00 UTC | 16:00 UTC       | Arne Brustad 15′, 21′, 84′ | (2 – 2) Rapport | 5′ Gerard Wodarz 24′ (str.) Teodor Peterek | Berlin Publik: 95 000 Domare: Alfred Birlem (Tyskland) | Berlin Publik: 95 000 Domare: Alfred Birlem (Tyskland) |
| 16:00 UTC | 16:00 UTC       |                            |                 |                                            | Berlin Publik: 95 000 Domare: Alfred Birlem (Tyskland) | Berlin Publik: 95 000 Domare: Alfred Birlem (Tyskland) |
| 16:00 UTC | 16:00 UTC       |                            |                 |                                            | Berlin Publik: 95 000 Domare: Alfred Birlem (Tyskland) | Berlin Publik: 95 000 Domare: Alfred Birlem (Tyskland) |

### Final
Italien hade slagit Norge med 2–1 i en match som dömdes av Dr Peco Bauwens; medan Österrike slagit Polen med 3–1 i den andra semifinalen. I finalen gjorde Annibale Frossi två mål för Italien - det avgörande just som förlängningen börjat, och man kunde slå Österrike med 2–1.
| 16        | 15 augusti 1936 | Italien                  | 0000 2 – 1 (e.fl.) | Österrike           | Olympiastadion                                        |                                                       |
| 16:00 UTC | 16:00 UTC       | Annibale Frossi 70′, 92′ | (0 – 0) Rapport    | 79′ Karl Kainberger | Berlin Publik: 85 000 Domare: Peco Bauwens (Tyskland) | Berlin Publik: 85 000 Domare: Peco Bauwens (Tyskland) |
| 16:00 UTC | 16:00 UTC       |                          |                    |                     | Berlin Publik: 85 000 Domare: Peco Bauwens (Tyskland) | Berlin Publik: 85 000 Domare: Peco Bauwens (Tyskland) |
| 16:00 UTC | 16:00 UTC       |                          |                    |                     | Berlin Publik: 85 000 Domare: Peco Bauwens (Tyskland) | Berlin Publik: 85 000 Domare: Peco Bauwens (Tyskland) |